# Саади
Саади́ (перс. سعدی‎‎, между 1200 и 1219, Шираз — 9 декабря 1292 (по др. сведениям, дек. 1291), там же) — персидский поэт, мыслитель, представитель практического, житейского суфизма, одна из крупнейших фигур классической персидской литературы. Поэма «Бустан» считается одной из 100 величайших книг всех времён по версии The Guardian.

## Имя
О биографии Саади практически ничего невозможно утверждать с полной уверенностью, это же касается и его полного имени на арабский манер. Наиболее ранние сведения о нём приводит Ибн аль-Фувати (ум. 1323) в «Талхис аль-маджма аль-адаб фи муджам аль-алкаб», в том числе и полное имя: Муслих ад-Дин Абу Мухаммад Абдаллах ибн Мушарриф ибн Муслих ибн Мушарриф.
Саид Нафиси счёл сведения Ибн аль-Фувати достаточными и достойными доверия, но многие другие учёные опирались не на упомянутый источник, а на ранние рукописи произведений Саади и называли его: Мушарриф ад-Дин ибн Муслих ад-Дин Абдаллах (Э. Г. Браун) или Абу Абдаллах Мушарриф ад-Дин ибн Муслих (А. Дж. Арберри, Я. Рыпка, Р. Дэвис). Наконец, составитель сборника поэм Саади, ширазец Али ибн Ахмад ибн Абу Бакр Бисутун писал, что личное имя поэта — Муслих, а его полное имя: Абу Мухаммад Мушарриф (Шараф) ад-Дин Муслих ибн Абдаллах ибн Мушарриф.
Согласно надгробной плите в Ширазе, полное имя поэта: Абу Абдаллах Мушриф ибн Муслих Саади Ширази. В «Большой российской энциклопедии» именуется: Муслих ад-Дин Абу Мухаммад Абдаллах ибн Мушриф ибн Муслих ибн Мушриф, в Британнике и Энциклопедии Универсалис — Мушарриф ад-Дин ибн Муслих ад-Дин, в Иранике — Абу Мухаммад Мушарриф ад-Дин Муслих ибн Абдаллах ибн Мушарриф Ширази.
Насчёт литературного псевдонима (тахаллус) Саади противоречий почти нет — поэт подписывал этим именем все свои газели и оно часто встречается в строках его произведений. Его происхождение связано со службой поэта при дворе атабеков из династии Салгуридов, несколько представителей которой носили имя Саад. Не совсем ясно какому именно из этих Саадов посвящён псевдоним. ‘Абд ал-Хусайн Зарринкуб считал, что он свидетельствует о лояльности всей династии бану саад, а не какому-то отдельному представителю с таким именем.

## Биография
Биография Саади традиционно делится на три периода:
- по 1226 — это т. н. школьный период,
- с 1226 по 1256 — время скитаний,
- с 1256 по 1293 — т. н. шейхский период.

Саади родился в Ширазе (совр. Иран), по некоторым данным, вскоре после 1200 года, по другим данным между 1213 и 1219 годами в небогатой семье. В «Гулистане», составленном в 1258 году, он говорит в строках, явно обращенных к себе: «о ты, кто прожил пятьдесят лет и ещё спит»; ещё одним свидетельством является то, что в одном из своих стихотворений (касыде) он пишет, что уехал из дома в чужие края, когда монголы пришли на его родину Фарс, то есть в 1225 году. Саади был мусульманином-суннитом. По словам Аннемари Шиммель, после того, как шиизм-имамизм стал государственной религией Сефевидской империи, обращаться к трудам суннитского поэта стало нормой для шиитов.
Возможно, что его отец умер, когда он был ребёнком. В своих воспоминаниях он рассказывает о том, что в детстве во время праздников гулял с отцом. Отец Саади принял участие в его воспитании, но рано умер. Образование начал в Ширазе. Саади служил атабеку Фарса Сааду ибн Занги (1195—1226), под попечением которого поступил в медресе Низамия в Багдаде, где он изучал исламские науки, право, историю, персидскую литературу и исламское богословие. В «Гулистане» он говорит нам, что учился у учёного Абу-ль-Фараджа ибн аль-Джаузи (предположительно, младшего из двух ученых с таким именем, который умер в 1238 году). Учился у суфийских шейхов и старался проникнуться их аскетическими идеалами. Однако стихи, написанные Саади в то время, дышат юношеской любовью к жизни и её радостям; и сам он в старости сознавался, что все убеждения шейха Абу-ль-Фараджа ибн аль-Джаузи не могли его исцелить от любви к музыке.
В «Бустане» и «Гулистане» Саади рассказывает множество ярких рассказов о своих путешествиях, хотя некоторые из них, например, предполагаемый визит в отдаленный восточный город Кашгар в 1213 году, могут быть вымышленными. Нашествие монголов и низвержение Саада ибн Занги в 1226 году заставило Саади бежать, и в течение 30 лет судьба, полная всяких превратностей, беспрерывно бросала его то в один, то в другой конец мусульманского мира. Он посетил Анатолию (где он посетил порт Адана и недалеко от Коньи встретил помещиков-гази), Сирию (где он упоминает о голоде в Дамаске), Египет (где он описывает музыку, базары, священнослужителей и местную элиту), и Ирак (где он посещает порт Басры и реку Тигр). Саади посетил Иерусалим, а затем отправился в паломничество в Мекку и Медину. В Мекке, большей частью пешком, Саади побывал 14 раз. Считается, что он, возможно, также посетил Оман и другие земли на юге Аравийского полуострова.
В своих работах он упоминает кадиев, муфтиев из аль-Азхара, большой базар, музыку и искусства. Благодаря блестящему знанию классического арабского языка он стал проповедником в Дамаске и Баальбеке, но начал томиться миром и уединился в пустыне под Иерусалимом. В Алеппо (Халеб) Саади присоединяется к группе суфиев, которые вели напряжённые сражения против крестоносцев. Саади был захвачен крестоносцами в Акре, где он провёл семь лет в качестве раба, роющего траншеи за пределами крепости. Позже он был освобождён после того, как мамлюки заплатили выкуп за заключенных-мусульман в тюрьме крестоносцев. За 10 червонцев выкупил один знакомый богач из Алеппо, привёз к себе и женил на своей безобразной и сварливой дочери. Спасаясь от невыносимой семейной жизни, Саади бежал в Северную Африку. Зарабатывал на жизнь сочинением касыд (часто панегирических) и газелей, чтением проповедей, участием в религиозных диспутах богословов.
Из-за нашествия монголов он был вынужден жить в пустынных районах и встречать караваны, опасаясь за свою жизнь на некогда оживлённых шёлковых торговых путях. Саади жил в изолированных лагерях беженцев, где он встречался с бандитами, имамами, людьми, которые ранее владели большими богатствами или командовали армиями, интеллектуалами и простыми людьми. В то время как монгольские и европейские источники (такие как Марко Поло) тяготели к властителям и придворной жизни, Саади смешался с обычными выжившими людьми в пострадавшем от войны регионе. Он сидел в отдалённых чайных домах до поздней ночи и обменивался мнениями с торговцами, фермерами, проповедниками, путниками, ворами и нищими суфиями. В своих работах Саади размышляет о жизни простых иранцев, страдающих от перемещения, страданий и конфликтов в неспокойные времена монгольского нашествия.
Саади упоминает сборщиков мёда в Азербайджане, опасающихся грабежа монголов. В конце концов он возвращается в Персию, где встречается со своими друзьями детства в Исфахане и других городах. В Хорасане Саади подружился с тюркским эмиром по имени Туграл. Саади присоединяется к нему и его людям в их путешествии в Синд, где он встречает Пира Путтура, последователя персидского суфийского шейха Усмана Марвандви (1117—1274).
В своих сочинениях он также упоминает о своих путешествиях с тюркским амиром Тугралом в Синд (Пакистан через Инд и Тар), Индию (особенно в Суменат, где он встречает брахманов) и Центральную Азию (где он встречается с выжившими после монгольского нашествия в Хорезме). Туграл нанимает индуистских стражей. Позже Туграл поступает на службу к богатому делийскому султану, а Саади приглашается в Дели, а затем посещает визиря Гуджарата. Во время своего пребывания в Гуджарате Саади узнает больше об индуистах и посещает большой храм Сумената, из которого он бежит из-за неприятной встречи с брахманами. Катузян называет эту историю «почти наверняка вымышленной».
Саади вернулся в Шираз до 1257 года (год, когда он закончил сочинение «Бустана»). В своих стихах Саади оплакивал падение Аббасидского халифата и разрушение Багдада монгольскими захватчиками во главе с Хулагу в феврале 1258 года.
Когда он снова появился в своем родном Ширазе, ему, возможно, было уже за сорок. Шираз, под руководством Атабака Абубакра ибн Сада ибн Занги (1231-60), сальгуридского правителя Фарса, переживал эпоху относительного спокойствия. Саади приветствовали в городе и считали одним из величайших жителей провинции. Он также пользовался большим уважением со стороны правителя. Саади отказался от предложенного места придворного поэта и вёл уединённую жизнь суфийского шейха, наставляя своих учеников.
Некоторые ученые считают, что Саади взял свой псевдоним от имени сына Абубакра, Саада, которому он посвятил Гулистан; однако Катузян утверждает, что вполне вероятно, что Саади уже взял имя от отца Абубакра Саада ибн Занги (ум. 1226). Некоторые из самых известных панегириков Саади были написаны в знак благодарности правящему дому и помещены в начале его «Бустана».
Вероятно, остаток жизни Саади провёл в Ширазе. Саади умер между 1291 и 1294 годами. Мавзолей Саади в Ширазе неоднократно перестраивался. Он является национальной святыней Ирана и местом паломничества.

## Творчество
Саади написал много стихотворных и прозаических произведений, причём в качестве поучительных примеров очень часто пользовался личными воспоминаниями из своей скитальческой жизни. Испытав на себе всю бренность мира, Саади теоретически вполне согласен с такими своими суфийскими предшественниками или современниками, как поэты Фаридаддин Аттар и Джалаладдин Руми, шейх Абд аль-Кадир аль-Джилани и др. Но хорошо знающий людей Саади понимает, что далеко не все способны удалиться от мира, умертвить плоть и исключительно предаться мистическому созерцанию. Поэтому Саади рекомендует мирянам аскетизм житейский: жить в мире, но не пристращаться к нему, сознавать его превратность и быть ежечасно готовым к потере земных благ.
Основной пафос, пронизывающий его творчество, состоит в проповеди активного гуманизма («человечности», адамийат), основанного на сострадании, сочувствии и помощи ближнему. Строки Саади «Потомки Адама — члены единого тела, ибо сотворены из одной сущности» высечены на фасаде здания штаб-квартиры Организации Объединённых Наций в Нью-Йорке.
Наследие Саади отмечено широким разнообразием жанровых форм. Эти формы объединены в «Куллият» («Собрание сочинений»), составление которого было начато, вероятно, самим Саади, а завершено в 1334 неким Али ибн Ахмадом Бисутуном. Книга открывается введением, написанным предположительно Бисутуном, и включает: прозаические послания (расаиль) религиозно-философского («Трактат о разуме и любви», «Пять меджлисов»), дидактического («Наставление царям») и делового («Три отчёта», «Вопрос министра финансов») характера.
В раздел поэзии «Куллийат» входят:
- суфийско-дидактическа поэма «Бустан», написанная в 1257 году;
- 4 сборника газелей;
- арабские и персидские касыды;
- макаронические стихи (муламмаат), состоящие из арабских и персидских бейтов;
- персидские элегии (мараси);
- стихи в форме маснави, кыта, рубаи и др.[4]

В заключительном разделе «Хазлийат» («Непристойности») собраны прозаические шутки и забавные историй, а также «Хабисат» («Порочные стихи»). Сохранилась также другая редакция этого произведения представленная четырьмя рукописями XIV века. Однако она значительно отличается и до сих пор мало изучена.
В десяти главах поэтического трактата «Бустан» («Плодовый сад») стихами изложена суфийская философия и этика, подкрепляемая занимательными притчами и рассказами. По глубине поэтического чувства и по высоте нравственных идей «Бустан» — одно из величайших произведений всей суфийской литературы. «Бустан» считается одной из 100 величайших книг всех времён по версии The Guardian.
«Гулистан» («Цветочный сад» — писан прозой вперемежку со стихами, в 1258 году) имеет своеобразную прелесть народности, потому что пересыпан множеством пословиц и поговорок. «Гулистан» сочетает изящную, местами рифмованную прозу со стихотворными вставками, в которой нашли отражение быт и нравы городов Ближнего Востока в Средневековье. Аналогию с «Гулистаном» имеет ещё довольно сухая «Книга советов» («Пенд-наме»), одноимённая с такой же книгой Аттара; но её принадлежность Саади не вполне доказана. Книга принесла Саади всемирную известность.
Прочие произведения Саади, составляющие до двух третей его дивана, относятся преимущественно к лирике. Основной заслугой Саади видится то, что в своей газели он сумел соединить дидактику суфийской газели с красотой и образностью любовной газели. Каждый бейт в ней можно прочитать как в любовном, так и в философско-дидактическом ключе. Продолжателем этой традиции является другой известный персидский поэт Хафиз Ширази.
Газели Саади принесли ему славу «пророка газели». Саади считается непревзойдённым мастером искусства «развлечения поучением». Его творчество оказало большое влияние на последующее развитие персидской литературы.
Учеником Саади считается Афсос.

## Память
- В честь Саади назван кратер на Меркурии.
- В честь Саади назван проспект в Душанбе.
- Сенница Саади (Coenonympha saadi) — вид дневных бабочек из семейства Бархатниц.
- В честь Саади великий французский математик Лазар Карно, он же один из выдающихся представителей Великой французской революции, «Организатор побед», назвал своего сына — Сади Карно. Сади Карно — основатель термодинамики (цикл Карно и т. д.).

- Мавзолей Саади в Ширазе
- Почтовая марка СССР, 1959 год

## Переводы на русский язык
- Истины. Изречения персидского и таджикского народов, их поэтов и мудрецов. Перевод Наума Гребнева, «Наука», Москва 1968; Спб.: Азбука-классика, 2005. — 256 с. ISBN 5-352-01412-6
- Гюлистан // Филологические записки. — Воронеж, 1862[21].